# Moniuszki
Moniuszki [mɔˈɲuʂki] est un village polonais de la gmina de Jaświły dans le powiat de Mońki et dans la voïvodie de Podlachie. Il se situe à environ 6 kilomètres au nord de Jaświły, à 16 kilomètres au nord-est de Mońki et à 48 kilomètres au nord de Białystok. 
Le village compte approximativement 100 habitants.